# Linguee
Linguee es un servicio web que proporciona un diccionario en línea multilingüe gratuito. A diferencia de servicios similares, Linguee incorpora un motor de búsqueda que proporciona acceso a grandes cantidades de pares de oraciones similares, procedentes de documentos publicados en línea. Como ayuda para la traducción, Linguee por lo tanto difiere de los servicios de diccionarios en línea y es más similar a una memoria de traducción.
Además del ruso, el chino y el japonés, el motor de búsqueda ofrece también búsquedas en las lenguas oficiales de la Unión Europea y en todas sus combinaciones posibles: alemán, búlgaro, checo, danés, eslovaco, esloveno, español, estonio, finés, francés, griego, inglés, húngaro, italiano, letón, lituano, maltés, neerlandés, polaco, portugués, rumano y sueco.
El servicio está disponible en forma de aplicación para iOS y Android. Al igual que la página web, estas aplicaciones son gratuitas. Además, incluyen diccionarios descargables para poder utilizarlos sin conexión.

## Tecnología
Linguee utiliza indexadores web especializados en buscar textos bilingües y los divide en oraciones paralelas. Las frases emparejadas identificadas se someten a una evaluación automática de calidad mediante un algoritmo de aprendizaje automático (entrenado previamente sobre una base de evaluaciones realizadas por humanos) que estima la calidad de la traducción. El usuario puede establecer el número de pares utilizando una búsqueda difusa (fuzzy search),  la clasificación de los resultados con el previo control de calidad se ve influenciado por el término de búsqueda. Los usuarios también pueden validar las traducciones manualmente, de modo que el sistema de aprendizaje de automático se entrena continuamente.
Tanto el servicio web como la aplicación cuentan con una tecnología de autocompletado y autocorrección, que ayudan a encontrar resultados de manera rápida.

## Pares de idiomas disponibles
inglés-alemán
inglés-francés
inglés-español
inglés-portugués
inglés-ruso
inglés-neerlandés
inglés-polaco
inglés-italiano
alemán-francés
alemán-español
alemán-portugués
francés-español
francés-portugués
español-portugués
Asimismo, Linguee incluye otros diccionarios en fase "de elaboración", como inglés-chino.

## Historia
El concepto detrás de Linguee fue concebido en otoño de 2007 por el exempleado en Google, el Dr. Gereon Frahling, y desarrollado en el año siguiente junto a Leonard Fink. La idea fue galardonada en 2008 con el premio principal a la competencia de Alemania, fundada por el Ministerio Federal de Economía y Tecnología alemán. En abril de 2009, el servicio web estaba disponible al público. Linguee es operado por Linguee GmbH con sede en Colonia.
La sociedad Linguee GmbH fue creada en Colonia en diciembre de 2008.
Desde agosto de 2010, es el mayor diccionario en línea del mundo. En el año 2016, Linguee batió el récord recibiendo más de 10 millones de visitas al día.
En 2017, Linguee GmbH cambió de nombre a DeepL GmbH, nombre bajo el cual su CEO Gereon Frahling promete lanzar nuevos productos basados en Deep Learning and Neural Networks.
El 29 de agosto de 2017, el equipo de DeepL GmbH anunció públicamente el lanzamiento del traductor de DeepL, un servicio de traducción gratuito capaz de traducir desde y hacia siete importantes lenguas europeas.
En 2020 la compañía tenía 70 empleados, el director general es Jaroslaw Kutylowski.